# Trichterberggroeve (Valkenburg)

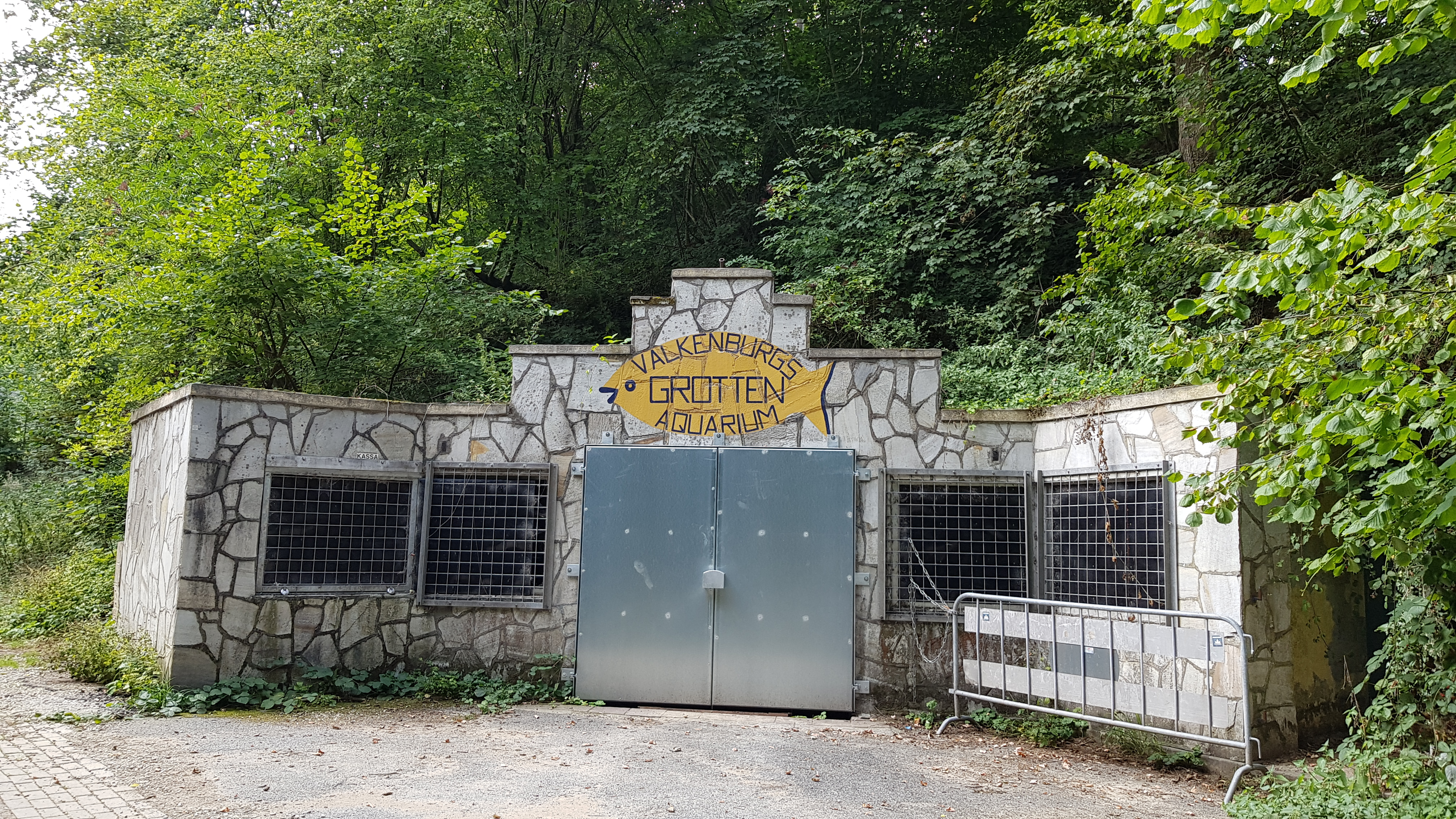
de ingang naar de Trichterberggroeve in 2019

De Trichterberggroeve, ook: Aquariumgrot, is een Limburgse mergelgroeve in Valkenburg in de Nederlandse gemeente Valkenburg aan de Geul. De ondergrondse groeve ligt aan de Trichtergrubbe onder de Cauberg aan de noordelijke rand van het Plateau van Margraten in de overgang naar het Geuldal.
Op ongeveer 200 meter naar het noordoosten ligt de ingang van de Heilig Hartgroeve en de Grotwoning Tante Ceel.

## Geschiedenis
De groeve werd door blokbrekers ontgonnen voor de winning van kalksteen.
In 1954 werd de Trichterberggroeve ingericht als toeristische attractie met verschillende aquaria, het Grottenaquarium Valkenburg. In 2014 sloot de attractie na berichten van ernstige verwaarlozing van de dieren.

## Groeve
Het gangenstelsel van de Trichterberggroeve heeft een afmeting van 50 x 50 meter.